# Patrik (cantante)
Patrik Snær Atlason, noto semplicemente come Patrik (Hafnarfjörður, 2 novembre 1994), è un cantante ed ex calciatore islandese.

## Biografia
Atlason, figlio del calciatore Atli Einarsson, ha intrapreso la medesima carriera sportiva nel 2011, svolgendola per circa di dieci anni e mettendola da parte a seguito di un infortunio. Ha dopodiché avviato la propria attività musicale, esordendo col singolo Prettyboitjokko (2023); il brano, classificatosi al 6º posto della Tónlistinn, è contenuto all'interno dell'EP di debutto PBT. Quest'ultimo ha goduto di ottimo successo commerciale, piazzando le cinque tracce all'interno della top 15 islandese contemporaneamente.
Blautt dansgólf (2023), in collaborazione con Júlí Heiðar e Bomarz, ha fatto l'entrata all'11º posto della Tónlistinn. A luglio è stato messo in commercio Skína, un duetto con Luigi, divenuto il suo singolo più rinomato: si è impossessato della cima della Tónlistinn, mantenendo il controllo della classifica per sedici settimane non consecutive a cavallo tra la seconda metà dell'anno e il 2024. È stato il singolo islandese più popolare per due anni consecutivi a livello nazionale, nonché la 3ª hit col maggior numero di unità accumulate nel 2023 (1,256 milioni di stream, equivalenti a 12 560 unità). Patrik, che ha anche preso parte al festival musicale Þjóðhátíð ad agosto, è stato l'artista con più titoli nella top 35 annuale (5) ed è finito in lizza per due Íslensku tónlistarverðlaunin; alla cerimonia, si è guadagnato il prestigioso riconoscimento alla canzone pop, rock, hip hop o elettronica dell'anno per Skína.
Hvert ertu að fara?, inciso assieme a Háski e diffuso nel febbraio 2024, ha segnato la sua ennesima entrata nella top ten. Il 24 maggio 2024 è stato pubblicato l'album in studio d'esordio PBT 2.0; il disco, anticipato da due successi numero uno (Skína e Sama um) e promosso da un concerto a Reykjavík, ha esordito direttamente al vertice della Tónlistinn e ha collocato otto tracce su nove nella top 40 simultaneamente, di cui quattro nella top ten e una al primo posto (Sorry memmig). Patrik ha così occupato la vetta della graduatoria singoli e LP allo stesso tempo per la prima volta. Nell'agosto ha partecipato nuovamente al Þjóðhátíð. PBT 2.0 è stato il 13º album più consumato in Islanda dell'intero anno dopo aver superato le 1 375 unità equivalenti secondo la Félag Hljómplötuframleiðenda.

## Discografia

### Album in studio
- 2024 – PBT 2.0

### EP
- 2023 – PBT

### Singoli
- 2023 – Prettyboitjokko
- 2023 – Fíla'essa lykt (con Bomarz)
- 2023 – Blautt dansgólf (con Júlí Heiðar e Bomarz)
- 2023 – 10 bjór'í gler (con Eyjó)
- 2023 – Skína (con Luigi)
- 2023 – Prettyboi um Jólin
- 2024 – Hvert ertu að fara? (con Háski)
- 2024 – Heim (con Júlí Heiðar)
- 2024 – Sama um (con Daniil)
- 2024 – Annan hring (con Herbert Guðmundsson e Bomarz)
- 2024 – Fegurðardrottning (con Ragnhildur Gísladóttir e gli Stuðmenn)
- 2024 – Stjörnustælar
- 2025 – Sykurpabbi
- 2025 – Gef þér allt (con Luigi)